# Ерман Буш
Ерман Буш Бесерра  (ісп. Germán Busch Becerra; 23 квітня 1904 — 23 серпня 1939) — болівійський політичний та військовий діяч. Генерал, Президент Республіки Болівія у 1937–1939 роках, один з представників так званого болівійського «соціалістичного мілітаризму». За офіційною версією, застрелився у президентському палаці.

## Біографія
Ерман Буш Бесерра народився 23 квітня 1904 року в Сан-Хавьєрі, провінція Нюфло де Чавес департаменту Санта-Крус, Болівія, в родині німецького лікаря Пабло Буша та Ракель Бесерри, у якої було італійське та індіанське коріння. Здобув первинну освіту у Сан-Хавьєрі, середню — в Тринідаді. 1922 року, у віці 18 років, вступив до військового коледжу, який закінчив 1927 року (за іншими даними — 1929 року) в чині молодшого лейтенанта кавалерії та почав службу ад'ютантом в Генеральному штабі. 1930 року Ерман Буш був відряджений урядом в район Сан-Ігнасіо де Самукас для вивчення старовинних поселень і за виконання цієї місії був нагороджений орденом «Кондор Анд».

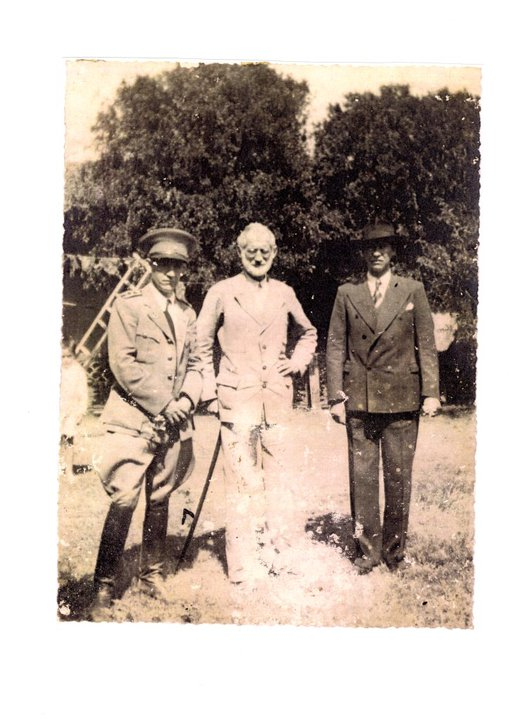
Ерман Буш (ліворуч) за часів Чакської війни

Перед початком Чакської війни він отримав звання лейтенанта, потім був переведений до 6-го кавалерійського ескадрону. Відзначився під час воєнних дій проти парагвайської армії, коли йому доручались найбільш ризиковані операції, й отримав прізвисько «Корсара сельви» (ісп. El Corsario de la Selva). 1932 року лейтенант Буш брав участь у битвах за форт Бокерон. За героїзм, проявлений у місіях з оборони цього форту він 22 вересня 1932 року отримав звання капітана.
У грудні 1934 року капітан Ерман Буш входив до складу групи офіцерів, які заарештували й усунули від посади президента Болівії Даніеля Саламанку під час поїздки останнього на фронт в Чако. 7 січня 1935 року під Вілья-Монтесом новий президент Хосе Луїс Техада Сорсано особисто вручив йому «Великий хрест за військові заслуги» («Gran Cruz del Merito Militar»), однак уже 16 травня 1936 року Ерман Буш став головним виконавцем усунення Техади Сорсано та кілька днів виконував обов'язки президента Болівії.

### Правління
13 липня 1937 року Ерман Буш скинув полковника Хосе Давида Торо й 17 липня склав присягу як повновладний президент Болівії. Його правління продовжило й завершило період, що отримав в історіографії назву «доба повоєнного соціалістичного мілітаризму». Новий політичний курс був спричинений зростанням в армії та країні антиолігархічних, антиамериканських та націоналістичних настроїв після поразки в Чакській війні. За цих умов уряд Давида Торо, що відкрив «добу», наважився на націоналізацію майна американської нафтової компанії «Стандард ойл», а Ерман Буш, який замінив Торо, поставив завдання переобладнання всього політичного, економічного та громадського життя Болівії.}}
Втім, Буш і його товариші не були соціалістами в класичному сенсі — їхні погляди «формувались під сильним впливом фашистських ідей, які насаджувались тут німецькими та італійськими інструкторами, які працювали в той період у болівійській армії».

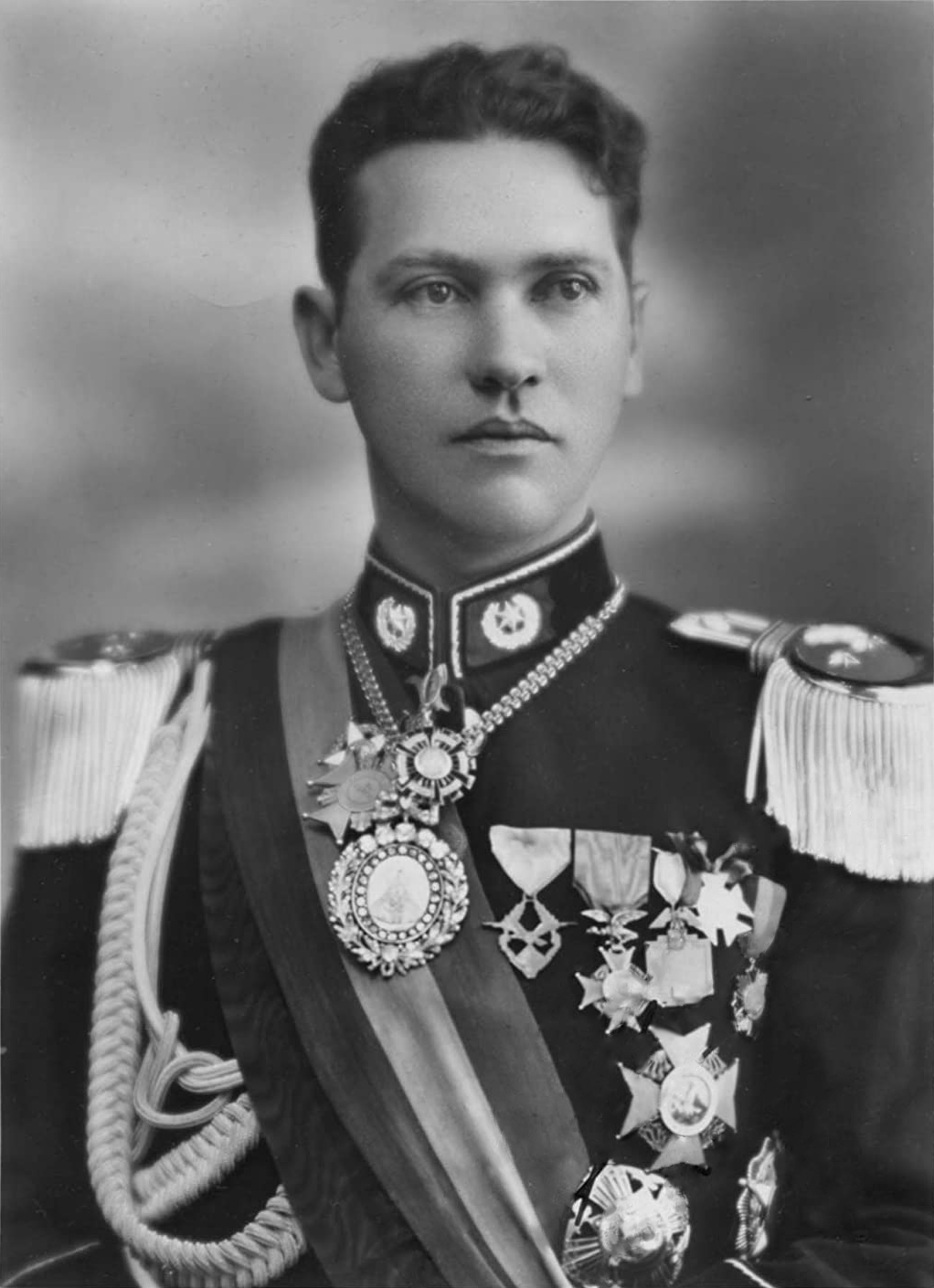
Президент Ерман Буш

За два з гаком роки перебування на посту президента підполковнику Ерману Бушу вдалось здійснити багато з задуманого. Було скликано Установчі збори для опрацювання нової конституції, які 27 травня 1938 року обрали його президентом, а Енріке Вальдівьєсо — віце-президентом (того ж дня обидва склали присягу). Нова конституція, ухвалена 28 жовтня 1938 року, встановила нові відносини між владою та суспільством: затвердила пріоритет прав людини над правами власності, пріоритет національних інтересів у питаннях використання природних ресурсів Болівії, право держави регулювати відносини в галузі економіки, заклала основу нової багатопартійної системи, закріпила права профспілок і селянських об'єднань. Президент заборонив іноземцям купувати болівійські землі ближче, ніж за 50 кілометрів від державного кордону. Ерман Буш розробив та в травні 1939 року запровадив перший болівійський Кодекс законів про працю, що регулював відносини між працівниками й роботодавцями, а також Освітній кодекс, що проголошував освіту першочерговим завданням держави. Він націоналізував Центральний банк Болівії та створив систему пенсійного забезпечення.
25 лютого 1938 року Ерман Буш уклав з Бразилією угоду про залізничне сполучення, що поклало початок будівництву залізниці від Санта-Крус-де-ла-Сьєрра через Пуерто-Суарес до Корумби (Бразилія), а 21 липня 1938 року в урочистій обстановці було укладено угоду про мир, дружбу й кордон з Парагваєм, яка підбила підсумки Чакської війни; від Болівії угоду підписали Едуардо Дієс де Медіна й Енріке Фіно, а від Парагваю генерал Хосе Фелікс Естігаррібія та Сесіліо Баєс.
Ерман Буш започаткував 2 серпня 1937 року День Індіанця (Día del Indio) на честь партизана та поета Хуана Уальпаррімачі (Juan Hualparrimachi), який загинув 1815 року, 24 вересня 1938 року утворив департамент Пандо на колишній Національній території колонізації та знову відкрив Університет «Крусенья Габріель Рене Морено», повернувши йому автономію. 1 березня 1939 року за його наказом були репатрійовані й поховані на батьківщині рештки колишнього президента Баутісти Сааведри (1921—1925), який помер в Чилі.
Однак уже наступного року після ухвалення конституції Ерман Буш вступив у конфлікт зі створеною ним самим державною системою. 24 квітня 1939 року він розпустив нещодавно обрані Законодавчі збори та проголосив себе диктатором. 7 червня 1939 року він установив контроль над експортом руди й націоналізував Гірськорудний банк Болівії. Компанії з видобутку олова, в основному американські, віднині мали передавати до скарбниці Болівії всю валюту, отриману від продажу олова на зовнішніх ринках. Це рішення стало останнім значним актом уряду Буша, і реально здійснити ці заходи він не встиг.
3 серпня 1939 року наказом головнокомандувача болівійською армією генерала Карлоса Кінтанільї Бушу було надано звання полковника, а рівно за 20 днів, на світанку 23 серпня 1939 року його було знайдено в президентському палаці в Ла-Пасі з пістолетом та вогнепальним пораненням у голові. Відповідно до офіційної версії, він застрелився близько 05.00 ранку, однак мотиви такого вчинку 35-річного президента так і лишились невідомими.
Смерть Буша було сприйнято як національну трагедію, однак олігархічний режим, який невдовзі повернувся до влади, залишив у минулому «добу соціалістичного мілітаризму». Що насправді відбулось рано вранці 23 серпня 1939 року в президентському палаці в Ла-Пасі, вже навряд чи вдасться встановити. Понад 70 років з офіційною версією самогубства (або нещасного випадку) успішно сперечається версія убивства. На користь останньої висуваються такі аргументи, як несприйняття курсу Буша болівійською олігархією та невдоволення США його націоналізаціями та пронімецькими настроями напередодні Другої світової війни.

## Публікації
- German Busch. Codigo de Trabajo. La Pas. 1946

## Приватне життя
Як пишуть його біографи, Ерман Буш виділявся серед болівійців своєю зовнішністю: він «був високим, білявим, з живими блакитними очима, дитячою посмішкою та простими манерами» (ісп. Germán Busch fue alto, rubio, de ojos azules y vivaces, de sonrisa infantil y ademanes llanos.). 1928 року одружився з Матильдою Кармоною, від якої у нього було четверо дітей — Ерман, Орландо, Вальдо й дочка Глорія, яка народилась вже після загибелі батька.
Альберто Натуш, президент Болівії 1979 року, був племінником Ермана Буша.
Двоюрідний брат Буша, Густаво Антело (21.04.1916 — 12.08.2011) стояв біля витоків радіофікації Болівії та присвятив цьому близько 60 років свого життя.

## Пам'ять
24 серпня 1939 року новий головнокомандувач армією генерал-лейтенант Бернардіно Більбао Ріоха присвоїв Бушу звання генерал-лейтенанта посмертно, за бойові та державні заслуги.
23 серпня 1962 року на майдані імені 12 липня в Камірі було відкрито пам'ятник Ерману Бушу.
Пам'ятник Ерману Бушу встановлено в Санта-Крусі на проспекті його імені.
30 листопада 1984 року уряд Ернана Сілеса Суасо видав Закон № 672, відповідно до якого було утворено провінцію Ерман Буш.